# Shot to nothing
Shot to nothing − specyficzne zagranie w snookerze, polegające na próbie wbicia jednej z czerwonych bil, przy jednoczesnym zachowaniu bezpiecznej pozycji, gdy próba będzie nieudana. Biała bila po takim zagraniu powinna znaleźć się w obszarze bazy, co powinno utrudnić przeciwnikowi rozpoczęcie breaka, jeśli czerwona bila nie wpadnie do kieszeni, a jednocześnie umożliwić wbicie jednej z kolorowych bil, jeśli zagranie będzie udane. 